# لينارت أندرسون
لينارت أندرسون (بالإنجليزية: Lennart Anderson)‏ هو رسام أمريكي، ولد في 22 أغسطس 1928 في ديترويت في الولايات المتحدة، وتوفي في 15 أكتوبر 2015 في بروكلين في الولايات المتحدة بسبب سرطان البروستاتا.